# Aartsbroederschap van de Heilige Familie
De Aartsbroederschap van de Heilige Familie is een lekenorde binnen de Rooms-Katholieke Kerk.
In 1844 richtte de kapitein der genie en commandant te Hoei, de plaats waar hij op 5 december 1855 overleed,  Henricus Hubertus Belletable in Luik de Broederschap van de Heilige Familie op. De vrome militair, geboren te Venlo in 1813, beoogde een bevordering van een deugdzaam leven binnen gezinsverband door een spirituele toewijding aan Jezus Christus en zijn ouders de Maagd Maria en de Heilige Jozef.
Op Pinkstermaandag van het jaar 1844 had de eerste vergadering plaats te Luik met enkelen die hij voor zijn plannen had gewonnen.
Aanstonds vond dit alles bijval en had zo duidelijk 's Hemels zegen, dat men besloot iedere week te vergaderen.
Spoedig werd de gedachte geopperd hun vergadering en werkzaamheden te stellen onder de bijzondere bescherming der H. Familie, Jezus, Maria, Jozef en toen het aantal deelnemers groter werd, over te gaan tot het vormen van secties, aan wier hoofd een Prefect zou staan, zoals toen de H. familie overal werd ingericht.
Nog in hetzelfde jaar (1844) kwam de vergadering onder leiding van den Rector der Redemptoristenkerk te Luik, Pater Dechamps, later Kardinaal-Aartsbisschop van Mechelen, en werden samenkomsten in de Redemptoristenkerk te Luik gehouden, waar ook, volgens bepaling van de H. Stoel de hoofdzetel der Aartsbroederschap gevestigd is.
De verering van de Heilige Familie was een tendens in het katholicisme van die dagen. De Mariaverering had al een hoge vlucht genomen, en de H. Jozef werd vereerd onder andere als voorbeeld van onthechting voor de katholieke man.
Het initiatief van Belletable werd door zijn bisschop overgenomen en met een voordracht naar Rome gestuurd. In 1847 kwam een pauselijk decreet af met de verheffing tot  Aartsbroederschap, waarmee het initiatief boven het diocees van Luik werd uitgetild.
De orde organiseerde vooral werklieden, en hield wekelijkse bidstonden en regelmatig andere vieringen. Er kwamen afdelingen in Belgische bisdommen, en in 1851 was Helmond de eerste parochie in Nederland met een kring. Door de missie van de paters Redemptoristen verspreidde de Aartsbroederschap zich ook over de wereld. Later kwam er een secretariaat in 's-Hertogenbosch. In 1951 had de orde 700.000 leden.
In de jaren '60 is de orde volkomen geïmplodeerd. Met vele uitingen van het 'rijke Roomse leven' was zij niet tegen de tijdgeest opgewassen.